# François Pianzola
François Pianzola (1881 - 1943) est un prêtre italien, fondateur des sœurs missionnaires de l'Immaculée Reine de la Paix. Il est vénéré comme bienheureux par l'Église catholique.

## Biographie
François Pianzola est ordonné prêtre le 16 mars 1907, pour le diocèse de Vigevano. 
Il est connu sous l'appelation de don Niente, en raison de la simplicité de son mode de vie. Il est aussi surnommé l'Apôtre de la Lomellina, une partie de la province de Pavie où il a exercé son ministère avec grand dynamisme, près des agriculteurs et des ouvriers. La rechristianisation des campagnes et des milieux ouvriers est sa priorité. 
Il fonde l'institut des Pères Oblats diocésains de l'Immaculée, et le 8 mai 1919, la Congrégation des sœurs missionnaires de l'Immaculée Reine de la Paix. 

## Béatification et canonisation
- 1983 : ouverture de la cause en béatification et canonisation
- 26 juin 2006 : le pape Benoît XVI lui attribue le titre de vénérable
- 4 octobre 2008 : béatification célébrée à Vigevano par le cardinal José Saraiva Martins, représentant Benoît XVI

Fête liturgique fixée au 4 juin.